# Cinangneng
Cinangneng is een bestuurslaag in het regentschap Bogor van de provincie West-Java, Indonesië. Cinangneng telt 8737 inwoners (volkstelling 2010).